# Viva (Panamá)
Viva fue un canal de televisión abierta panameño lanzado en 2018. Ofrece una programación religiosa y cultural. Es propiedad de Compañía Digital de Televisión y emite su señal desde Ciudad de Panamá.

## Historia
El origen de este canal se traslada al 2012, cuando Compañía Digital de Televisión adquirió el canal de televisión Mix TV y decidió cerrar las operaciones de este último para dar paso a la creación de un nuevo canal.
Luego se crea NEXtv Sports, un canal de programación deportiva. Sin embargo este canal sería insostenible para la empresa debido a la poca capacidad de adquirir contenidos para este último. Por lo tanto, la señal pasa a ser una repetidora de los contenidos del canal Nex.
A mediados del 2018 se anuncia la creación de un nuevo canal llamado "Viva", con contenido diferente y apto para toda la familia. Se organiza el contenido que en su mayoría estaría compuesto por producciones extranjeras y vídeos de música cristiana, alabanzas entre otros.
El 1 de octubre del 2018 sale al aire la señal de Viva, en el canal 33 y operado por Compañía Digital de TV.
A mediados de Diciembre del 2024 cesó sus transmisiones, posteriormente se empezó a emitir la señal de la televisora rusa RT Español en el Canal 33.

## Programación
Emite diversos programas de contenido familiar, religioso o espiritual. También tiene espacios de vídeos de música cristiana y alabanzas.
Destacan sus transmisiones de eventos religiosos de diferentes creencias y eventos culturales que se realizan en el país.
También se realizan transmisiones de eventos deportivos como torneos internacionales de béisbol y futbol.

## Canales Hermanos

### Nex
Canal de televisión abierta con programación generalista que incluye; noticias, deportes, entretenimiento, novelas y más. Transmite por el Canal 21 Cable y Canal 49 TDT. Está disponible a través del servicio de televisión por suscripción de las empresas: Tigo y Más Móvil.

### Mas 23
Canal de televisión abierta con programación de entretenimiento, enfocado en vídeos musicales. Se emite por el Canal 23 Cable y Canal 50 TDT. Está disponible a través del servicio de televisión por suscripción de las empresas: Tigo y Más Móvil.